# Jugovo
Jugovo (cyr. Југово) – wieś w Czarnogórze, w gminie Pljevlja. W 2011 roku liczyła 95 mieszkańców.